# Anthurium funiferum
Anthurium funiferum är en kallaväxtart som beskrevs av Johann Friedrich Klotzsch, Gustav Karl Wilhelm Hermann Karsten och Adolf Engler. Anthurium funiferum ingår i släktet Anthurium och familjen kallaväxter. Inga underarter finns listade.